# Joe Bataan
Joe Bataan, né en 1942 dans le quartier de Spanish Harlem, à New York, est un chanteur, danseur et musicien américain.

## Biographie
Fils d’une mère noire américaine et d’un père philippin, il grandit dans les rues de Harlem et devient membre d’un gang portoricain. Il fait un détour par un centre de détention à l’âge de 15 ans pour vol de voiture. Pendant ce séjour, il apprend la musique et commence sa carrière à sa sortie en formant son premier groupe : Joe Bataan and the Latin Swingers. Bataan est alors influencé par deux styles de musique : le Latin Boogaloo et le Doo-wop noir.
Même s’il n’était pas le premier ni le seul artiste à combiner le chant doo-wop et les rythmes latins, son talent particulier attire l’attention de Fania Records. Il signe avec le label en 1966 et sort Gypsy Woman, une reprise du groupe The Impressions, l'année suivante. La chanson fait un tube sur le marché latino de New York et pose les premières pierres de la Latin Soul. Joe Bataan a sorti huit albums originaux pour la Fania, incluant le fameux Riot!. Ces albums combinent le plus souvent des chansons Latino au rythme effréné interprétées en espagnol avec des ballades soul en anglais chantées par Bataan. Comme chanteur, la réputation de Joe sur la scène musicale Latino de l’époque n'était concurrencée que par Ralfi Pagan et Harvey Averne.
Il quitte la Fania records après plusieurs désaccords avec Jerry Masucci, patron du label. Bataan lance alors Ghetto Records, son propre label de musique Latino. Il produit plusieurs albums pour d'autres artistes dans le même style dont Papo Felix, Paul Ortiz et Eddie Lebron.
En 1973, il participe à la création du terme « salsoul », prolongeant le métissage et il donne ce nom à son premier album post Fania. Il s'associe avec les frères Cayre et fonde le label Salsoul label. Il enregistre trois albums pour Salsoul et plusieurs singles dont « Rap-O Clap-O », sorti en 1979, le premier succès hip-hop.
Après son album de 1981, Bataan II, il se retire de la musique et passe plus de temps avec sa famille pour finir par travailler comme éducateur dans un centre où il a lui-même passé du temps quand il était adolescent. En 2005, Joe Bataan sort d’un long silence et publie Call My Name, un album très bien reçu par la critique[réf. nécessaire] sur le label espagnol Vampisoul. Ses huit chansons de Latin soul démontrent que Mr New York n’a rien perdu de son talent.
En 2014, il rencontre Osman Jr, du groupe français Setenta qui, en collaboration avec le promoteur Benjamin Levy, le conduit à jouer pour la première fois à Paris en juin 2015 aux théâtre des Étoiles, suivi d'un live historique au Jazz Mix de Vienne, en France.
En septembre 2015, Joe Bataan pose sa voix toujours intacte sur le titre désormais classique "My Rainbow", un boléro soul composé par le band français et dont les textes sont repris du morceau My cloud. Ce titre sort en 2016 sur l'album "Paris to Nueva York" produit par le label Latin Big Note. C'est avec ce backing band que Joe Bataan parcourt dans la foulée les scènes illustres du Selma à Stockholm (Suède), du Ronnie Scott's (Londres), du FGO (Paris), du Summer Stage à New-York ou encore du Théatre de la Mer de Fiest'a Sète (France).

## Discographie
- 1967 : Gypsy Woman (Fania 340)
- 1968 : Subway Joe (Fania 345)
- 1968 : Riot! (Fania 354)
- 1969 : Poor Boy (Fania 371)
- 1970 : Singin' Some Soul (Fania 375)
- 1971 : Mr. New York & The East Side Kids (Fania 395)
- 1972 : Sweet Soul (Fania 407)
- 1972 : Saint Latin's Day Massacre (Fania 420)
- 1972 : Live From San Frantasia (unreleased, Fania 432)
- 1973 : Salsoul (Mericana)
- 1975 : Afro-Filipino (Salsoul)
- 1980 : Mestizo (Salsoul)
- 1981 : II (Salsoul)
- 1997 : Last Album, Last Song (Bataan Music)
- 2005 : Call My Name (Vampisoul)
- 2016 : My Rainbow, Paris to Nueva York (Latin Big Note)

## Filmographie
- Un Dia Divino (1973)
- Driver Parrell Lines (2006)
- Alex Paddu Love Talk (2015)
- Shine 2017